# Compagnie Paquet
La Compagnie Paquet, communément appelé Paquet et plus tard Paquet-Syndicat était une chaîne de grands magasins dans la région de la ville de Québec.  Le premier magasin fut fondé en 1850 à Québec par Zéphirin Paquet et son épouse Marie-Louise Hamel. L'entreprise ferma en 1981.

## Historique

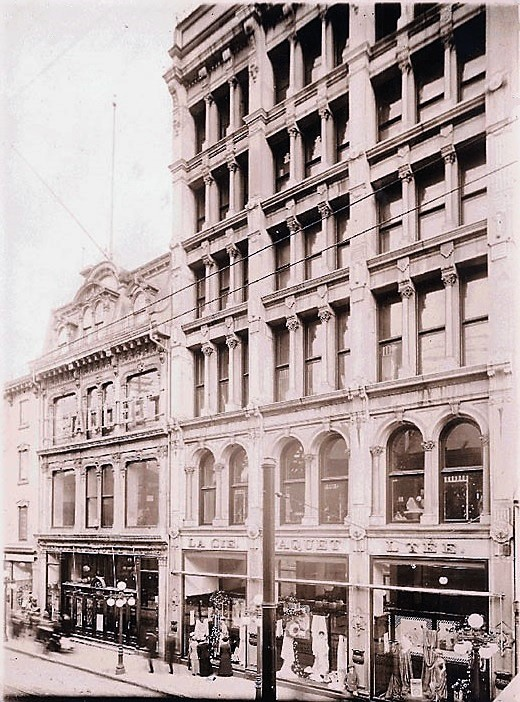
Façade du magasin.

Zéphirin Paquet est un commerçant et un manufacturier née le 20 décembre 1818 à Pointe-aux-Trembles près de Neuville dans Portneuf. En 1834, il s'engage pour un cultivateur de sa région. Il fait le saut dans la région de Québec en 1836 et part à son compte. En 1840, il est des laitiers les plus importants de la ville en possédant 20 vaches. En 1845 il est touché par l’incendie des faubourgs Saint-Jean et Saint-Louis. Son étable brûle, mais il parvient à sauver ses vaches. Il déplace alors ses activités à la basse ville, près de l’Hôpital Général, dans un quartier en pleine expansion. Son épouse ouvre un petit magasin dans la maison, où elle vend des chapeaux et des articles de mercerie et de l’habillement. 
En 1858, ils agrandissent leur commerce mais il passera au feu en 1866 avec l'incendie de Saint-Sauveur. Ayant sauvé à temps, les marchandises, la famille Paquet déménage sur la rue Saint-Joseph. Ils sont locataires jusqu'en 1878 où ils deviennent propriétaires. Il fait l'acquisition d'un édifice de 4 étages. Par la suite, en une douzaine d’années, il se porte acquéreur, moyennant 60 000 $ qu’il paie comptant, de blocs de terrains contigus et de bâtiments, entre les rues Saint-Joseph et des Fossés (boulevard Charest). En 1898, il s'agit du fils de M. Paquet, Joseph-Arthur, qui prend la relève de son père avec une santé se détériorant. Malheureusement, il décède en 1901 et une partie de fer se met en branle pour la prendre la suite et l'entreprise est partagée entre les frères et sœurs restants. En 1907, Victor de Lotbinière Laurin, marié avec Joséphine Paquet devient un des trois co-dirigeants de l'entreprise jusqu'en 1947. 
Par la popularité de son catalogue, la Compagnie Paquet a des succursales à travers le Canada pour les comptoirs postaux de réception des marchandises et pour le retour des fournitures. En 1908, pour se préparer aux fêtes du tricentenaire de la ville de Québec, Paquet libère son dernier étage de son magasin de la rue Saint-Joseph pour en faire un restaurant. L'entrepôt déménage à la Pointe aux lièvres et sera présent jusqu'en 1970 dans l'ancienne usine de la Québec Worsted Co. Au début manufacture de chapeaux et de fourrures, l'édifice deviendra un entrepôt pour répondre aux commandes postales.   
Avec l’avènement de la nouvelle génération qui prend les rênes de l'entreprise, les membres des deux familles de Paquet s'unissent en 1950 pour moderniser l'entreprise. Un édifice moderne de 6 étages est établi en face du boulevard Charest. Le commerce moderne a une superficie de 200 000 pi2 (18 581 m2) de plancher de marchandises.
Avec l’avènement des centres commerciaux en banlieue de la région de Québec, une concurrence s'installe avec les grands magasins ayant pignon sur rue sur la rue Saint-Joseph au centre-ville de Québec, Paquet ouvre une première succursale en 1960, à Place Laurier suivi d'une autre succursale à Place Fleur de Lys près de Vanier et du Colisée de Québec ensuite aux Galeries Chagnon à Lévis.

### Difficultés financières et fermeture
Après avoir acquis son concurrent, Syndicat de Québec, en 1975, la chaîne est connue sous le nom Paquet-Le Syndicat. Malgré le regroupement de ces deux entités le glas sonne pour l'entreprise en juillet 1981. Les causes sont nombreuses citant les difficultés financières, la récession, la fermeture de la chaine de magasins Pollack , l'inflation du début des années 1980, la difficulté de rajeunir sa clientèle, une grève de employés en 1980, la perte de population du quartier Saint-Roch et l'arrivée de plusieurs grandes chaînes canadiennes dans la région de Québec comme Sears, Eaton's, et américaines comme Woolco . Son dernier propriétaire fut l'investisseur Jean-Yves Laurin, qui acquit la chaîne en 1979. 
À la fin de juin et au début de juillet 1981, un espoir de sauver la chaîne est toujours présent grâce au plan de sauvetage des deux succursales de Paquet et de Syndicat de la Place Laurier tout en fermant les autres magasins restants de la région de Québec. Malgré l'espoir, le processus de fermeture de Paquet-Syndicat de Québec commence par sa vente de liquidation le 9 juillet 1981. Le 25 juillet, deux premières succursales ferment leurs portes en commençant par celle du magasin Paquet de Lévis. Ce local avait abrité auparavant le magasin Pollack de la rive-sud de Québec. Le magasin Syndicat de Place Fleur de lys est le deuxième à fermer ce même jour car les marchandises restantes de ces succursales sont amenées aux succursales du centre-ville de Québec. 
Le magasin Syndicat du Mail Saint-Roch ferme ses portes le 8 août 1981. Le magasin Paquet de la rue Saint-Joseph ferme le 15 août 1981. À la fin du mois d'août, les rumeurs circulent et se confirment que les succursales de Paquet et de Syndicat de Place Laurier sont soit à vendre ou soit seront fermées par l'administrateur mandaté de gérer la faillite de l'entreprise. N'ayant plus accès à des caisses électroniques depuis que le système de comptabilité par ordinateur central n'est plus utilisé, ces succursales fonctionnent avec de vieilles caisses enregistreuses locales datant des années 1940 depuis le début de l'été de 1981.
L'ancien magasin Paquet des Galeries Chagnon accueillit un magasin de la chaîne Zellers après la fermeture du Paquet en 1981. Le 5 septembre 1981 l'espoir de survie se termine pour les employés des succursales de Paquet et de Syndicat de Place Laurier qui sont avisés de la fermeture définitive de ces succursales qui surviendra, après la vente de liquidation finale des produits qui débute le 8 septembre. Les succursales de Place Laurier ferment définitivement leurs portes le samedi 26 septembre 1981.

## Dernière tentative de relance
Le 13 octobre 1981, le président de la compagnie et dernier propriétaire, Jean-Yves Laurin, expose son plan de relance de l'entreprise aux 294 créanciers de la Compagnie Paquet-Syndicat. 284 des 294 créanciers ont accepté le plan de relance. Son plan se présente ainsi : 
- Réouverture dès décembre 1981 d'une succursale au centre-ville de Québec et d'une autre à Place Laurier ;
- Transformation des 4 derniers étages de l'Édifice Paquet en bureaux ;
- liquidation des créances dues à la Banque nationale du Canada et à la Fédération des Caisses d'entraide économique du Québec ;
- Conclusion d'un concordat avec les créanciers ordinaires en vertu duquel ils récupéreront le quart des sommes investies[14].

Le 4 décembre 1981, la Cour d'appel du Québec autorise le concordat proposé par Jean-Yves Laurin. Le Syndicat des employés de Paquet-Syndicat a voulu faire invalider cette clause par cette Cour malgré un même résultat par la Cour supérieure du Québec. Malgré ces démarches, la chaine ne renaitra pas de ses cendres.

## Innovations de la Compagnie Paquet dans la région de Québec
La Compagnie Paquet a été innovatrice pour bien servir sa clientèle et accroître sa renommée : 
1. Vente par catalogue en 1902
2. Popularité et commercialisation du Père Noël au début du XXe siècle dont Défilé du Père Noël jusqu'au début des années 1970.
3. Première salle de cinéma dans le commerce en 1909, le Paquetorium
4. Première clinique d'optique en 1907
5. Restaurant dans le magasin en 1908
6. Service de livraison à domicile dans la grande région de Québec en 1933
7. Premiers escaliers roulants de Québec en 1947
8. Service d’interurbain sans frais pour communiquer avec le magasin en 1931
9. Ouverture du premier stationnement pour les clients de son commerce en 1958, un avant avant celui du Magasin Pollack.
10. Ouverture de succursales à Chibougameau, Baie-Comeau, Sept-Îles en 1957

## Hommages toponymiques
La rue Zéphirin-Paquet a été nommée en l'honneur du fondateur de la Compagnie Paquet, en 2010, dans la ville de Québec. 